# آمدئو ناتزاری
آمدئو ناتزاری (انگلیسی: Amedeo Nazzari؛ ‏ ۱۰ دسامبر ۱۹۰۷ – ۷ نوامبر ۱۹۷۹) بازیگر اهل ایتالیا بود. 
از فیلم‌هایی که وی در آن نقش داشته است، می‌توان به آخرین رقص، وقتی فرشتگان می‌خوابند، شب‌های کابیریا، دسته سیسیلی‌ها، جذام سفید، شام دلقک، فرشته سپید، هارلم، ورای عشق و سواره‌نظام اشاره کرد.